# City Bird
City Bird SA (firmierend unter der Marke CityBird) war eine belgische Fluggesellschaft, die Linien- und Charterflüge sowie Luftfrachttransporte durchführte. Zudem verleaste das Unternehmen seine Maschinen auch an andere Fluggesellschaften. Die Gesellschaft hat ihren Betrieb im Jahr 2001 eingestellt.

## Geschichte
City Bird wurde am 6. August 1996 von den belgischen Unternehmern Victor Hasson und Georges Gutelman gegründet, die zuvor bereits gemeinsam die Fluggesellschaft Eurobelgian Airlines geleitet hatten. Die Kette City Hotels SA, deren Vorstandsvorsitzender Victor Hasson war, besaß eine 58%ige Beteiligung an der City Bird. Das Unternehmen stellte am 13. Dezember 1996 eine werksneue McDonnell Douglas MD-11 in Dienst. Das Flugzeug wurde zunächst bis März 1997 für die französische Charterfluggesellschaft Star Europe auf Flügen von Paris in die Karibik eingesetzt.
Am 27. März 1997 eröffnete City Bird ihren Linienbetrieb vom Flughafen Brüssel-Zaventem mit einem Flug nach Mexiko-Stadt. Zudem wurden am 30. März 1997 Linienverbindungen nach Orlando und Miami sowie am 1. Juli 1997 nach San Francisco und Los Angeles aufgenommen. Die Fluggesellschaft Sabena erwarb im Herbst 1997 eine 11,2%ige Beteiligung an der Gesellschaft und schloss einen Kooperationsvertrag mit ihr ab. Im Anschluss konnten Passagiere der City Bird das europäische Liniennetz der Sabena für Verbindungsflüge nutzen (siehe Code-Sharing). Im Frühjahr 1998 übernahm City Bird zwei weitere McDonnell Douglas MD-11, die langfristig an Sabena verleast waren und werksneu in deren Farben ausgeliefert wurden. Sabena setzte die Maschinen ab dem 1. Mai 1998 auf ihren Langstrecken nach New York, Montreal und São Paulo ein.

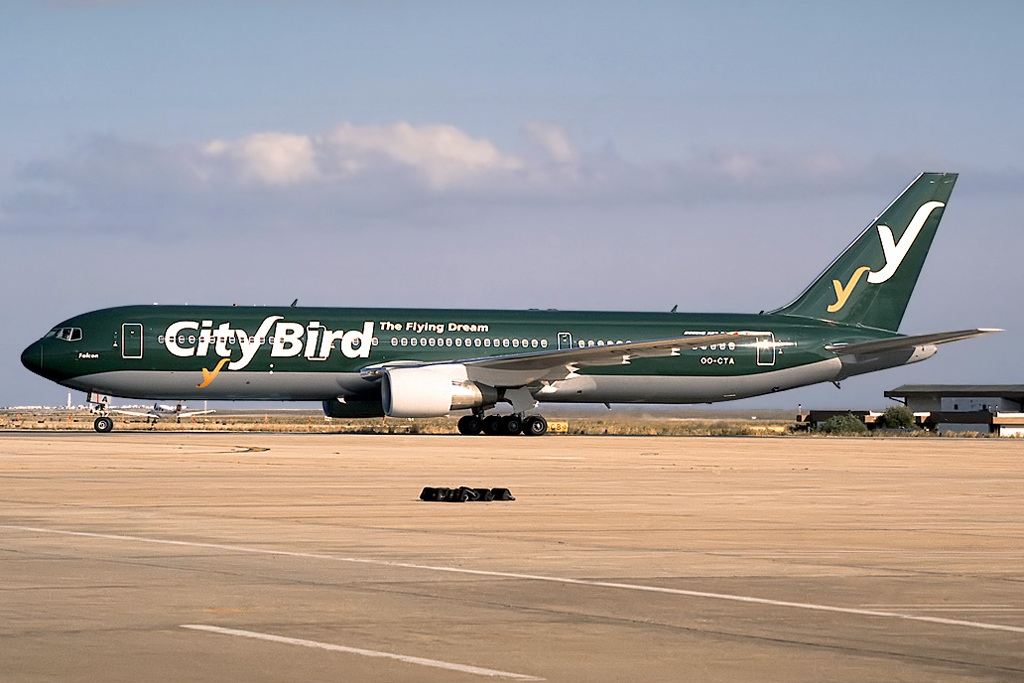
Boeing 767-33A(ER) von CityBird, Faro 2000

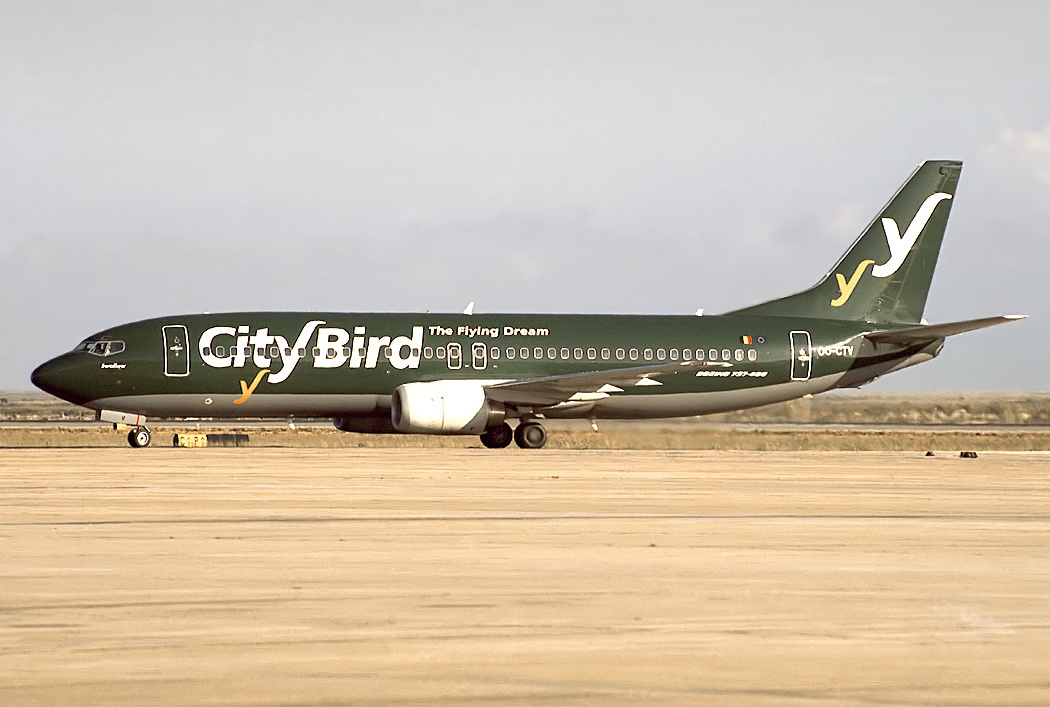
Boeing 737-46Q von CityBird, Faro 2000

Am 2. April 1998 erhielt City Bird die erste ihrer drei Boeing 767-300ER, die unter anderem im Auftrag des Reiseveranstalters C&N Touristic auf Charterflügen in die Karibik eingesetzt und daneben zeitweise an die Fluggesellschaften Condor, Luxair, Vietnam Airlines und Cameroon Airlines vermietet wurden.  Ab April 1999 setzte das Unternehmen eine Boeing 767 für sechs Monate in Kooperation mit der kongolesischen Gesellschaft Lignes Aériennes Congolaises (LAC) auf Linienflügen zwischen Brüssel und Kinshasa ein. Die Fluggesellschaft Sabena, welche diese Route parallel bediente, veräußerte daraufhin den größten Teil ihrer Unternehmensanteile und verklagte die City Bird wegen Vertragsbruch.
Im Sommer 1999 erfolgte die Aufnahme von Frachtflügen mit zwei Airbus A300-600F. Die Maschinen wurden überwiegend zwischen Brüssel und Tel Aviv eingesetzt. City Bird plante im Jahr 2000 zusätzlich zwei Frachtflugzeuge des Typs Boeing 747 zu betreiben, konnte dies aber nicht realisieren. Ab Ende 1999 konzentrierte sich das Unternehmen auf die Durchführung von Charterflügen in die klassischen Urlaubsregionen am Mittelmeer. Im Januar 2000 wurden die ersten Boeing 737 ausgeliefert, mit denen auch Einsätze von den kleineren Flughäfen Lüttich und Ostende möglich wurden. Daneben stationierte die Gesellschaft im April 2001 eine Boeing 737-400 auf dem französischen Flughafen Lille und setzte diese unter der Marke City Bird France ein. Ein wirtschaftlicher Flugbetrieb wurde jedoch nicht erreicht. 
Das Geschäftsjahr 2000 schloss City Bird mit Verlusten in Höhe von 62 Millionen Euro ab. Im März 2001 gab Sabena ihre zwei geleasten McDonnell Douglas MD-11 an das Unternehmen zurück. Gleichzeitig kündigte auch Air ALM den Mietvertrag für eine MD-11, die City Bird seit Dezember 2000 für die karibische Fluggesellschaft zwischen Amsterdam und Curaçao eingesetzt hatte. Aufgrund der fehlenden Leasingeinnahmen verschlechterte sich die finanzielle Situation des Unternehmens zunehmend. Im Juli 2001 beantragte die Gesellschaft Gläubigerschutz. Infolgedessen wurden alle Langstreckenflüge aufgegeben und die Entlassung von 200 Mitarbeitern angekündigt. Die deutsche Thomas Cook AG, die zu diesem Zeitpunkt den Aufbau der Thomas Cook Airlines Belgium plante, zeigte anfangs Interesse an einer Übernahme, entschied sich aber Anfang Oktober dagegen. City Bird stellte den Flugbetrieb am 4. Oktober 2001 ein und meldete am selben Tag Insolvenz an.

## Flotte

### Flotte bei Betriebseinstellung
Zum Zeitpunkt der Betriebseinstellung bestand die Flotte der City Bird aus zwei Airbus A300-600F (Frachtmaschinen) sowie vier Boeing 737-400 und drei Boeing 737-800.

### Zuvor eingesetzte Flugzeuge
- Boeing 737-300
- Boeing 767-300ER
- McDonnell Douglas MD-11